# Blackfriars Railway Bridge
Blackfriars Railway Bridge er en jernbanebro over Themsen i London, mellem Blackfriars Bridge og London Millennium Bridge.
To broer har båret navnet, men ikke på samme tid. Den første bro blev åbnet i 1864 og var tegnet af Joseph Cubitt for London, Chatham and Dover Railway. Massive brofester på hver side bar jernbanens kendemærker, og disse er godt bevaret og restaureret på sydsiden. Denne bro var for svag til at bære moderne tog, og alt hvad der er tilbage af broen er en række søjler over Themsen.
Den anden bro, bygget lidt længere nede ad floden (mod øst), hed oprindelig St. Paul's Railway Bridge og åbnede i 1886. Den blev tegnet af John Wolfe-Barry og Henri Marc Brunel og er lavet af smedejern. Da St. Paul's jernbanestation skiftede navn til Blackfriars i 1937, skiftede broen også navn.
51°30′35″N 0°06′12″V / 51.50972°N 0.10333°V